# Jota Efegê
João Ferreira Gomes, mais conhecido como Jota Efegê (Rio de Janeiro, 27 de janeiro de 1902 - 25 de maio de 1987), foi um famoso jornalista, cronista, pesquisador, musicólogo e escritor brasileiro.
Grande estudioso dos modos e costumes da cidade do Rio de Janeiro (a qual conferiu a alcunha de "Sebastianópolis") e suas manifestações culturais, em especial o Carnaval. Foi dos principais autores de crônicas carnavalescas do século XX e figura influente no universo do samba.
Sua carreira de jornalista teve seu ponto de partida no Jornal das Moças entre os anos de 1919 e 1920, mas seria no extinto Diário da Noite, a partir de 1928, que se iniciaria como cronista carnavalesco. Por mais de 50 anos teve seu nome ligado ativamente ao cenário do carnaval carioca.
Em seus escritos denunciava os rumos que o Carnaval estava tomando com o passar das décadas, condenando o processo de adulteração daquilo que uma vez fora uma festa espontânea, manifestação cultural legítima de um povo, e que gradativamente foi se transformando em uma mera atração turística, uma espetáculo então determinado por razões econômicas.
Criado por sua avó, tia Leandra, foi introduzido por ela ao universo das afrobrasilidades, terra fértil onde cultivou-se o Carnaval e a malandragem carioca. Foi por ela que foi apresentado  à tradicional festa da Penha, realizada no bairro onde cresceu, ao candomblé dos morros do Centro do Rio e aos ranchos do subúrbio. Pesquisador rigoroso, sustentou por mais de seis décadas o hábito de fazer visitas a Biblioteca Nacional na Cinelândia, onde garimpava artigos periódicos em busca de material que pudesse servir de inspiração para suas crônicas.  Embora fosse extremamente disciplinado e comprometido com a leitura, Jota Efegê jamais se contentou com suas incursões literárias e por tal razão era sempre carta marcada nos principais eventos de samba no Rio de Janeiro. E era justamente na intercessão entre as aventuras práticas e literárias que brotavam as obras de um dos maiores nomes da história do jornalismo carnavalesco no Brasil.

## Obra
Dentre suas principais obras estão: "O Cabrocha" (1931); "Ameno Resedá, o rancho que foi escola" (1965); "Maxixe — a dança excomungada" (1974); "Figuras e coisas da música popular brasileira (1978 e 1980); "Figuras e coisas do Carnaval carioca" (1982) e "Meninos, eu vi" (1985), sendo as últimas quatro obras compilações de crônicas publicadas em jornais como O Jornal, Jornal do Brasil, O Globo e Diário Carioca.